# Compus de patru cuburi
Compusul de patru cuburi sau compusul Bakos este un compus poliedric izoedric, format din patru cuburi, având același centru, dar rotite unul față de altul. Are simetrie octaedrică. Dualul său este compusul de patru octaedre.
Anvelopa sa convexă este cubul șanfrenat.

## Construcție
Considerând unul din cuburi ca fiind cubul de bază, celelalte trei cuburi sunt aliniate astfel încât fiecare să aibă în comun o diagonală cu cubul de bază. Se ia un cub în poziția standard (cu laturile paralele cu axel de coordonate) și se rotește în jurul unei diagonale cu {\displaystyle \pi /3}. Apoi se rotește în jurul axei verticale pentru a produce celelalte trei cuburi rămase. Simetriile pot fi accentuate completând cu cubul inițial, obținînd compusul de cinci cuburi. Variind numărul de cuburi și unghiurile de rotire, se pot obține diverși compuși, inclusiv compusul de două cuburi, obținut din cubul inițial și unul din cuburile suplimentare.

## Mărimi asociate

### Coordonate carteziene
Coordonatele carteziene ale vârfurilor sunt:
(±3, ±3, ±3)
permutările lui (±5, ±1, ±1).

### Arie și volum
Următoarea formulă pentru arie, A este stabilită pentru lungimea laturilor unui cub a:
{\displaystyle A={\frac {687}{77}}\,a^{2}\approx 8,922078~a^{2}}
Este de remarcat că aria este o fracție rațională.

## Extinderea cu al cincilea cub
Cele opt vârfuri de pe axele de simetrie cu trei poziții pot fi văzute ca vârfurile unui al cincilea cub de aceeași dimensiune.
În imaginile de mai jos cele patru cuburi inițiale sunt cele colorate, iar cel nou este cel negru. Fiecare cub colorat are două vârfuri opuse pe o axă de simetrie cu trei poziții, care sunt comune cu ale cubului negru. (În imagine sunt vizibile ambele vârfuri din cele trei poziții ale cubului verde.) Cele șase vârfuri rămase ale fiecărui cub colorat corespund fețelor cubului negru. Acest compus are aceleași proprietăți cu compusul de cinci cuburi (legat de dodecaedrul regulat), în care poate fi transformat prin rotirea cuburilor colorate pe axele lor cu trei poziții.